# Glacier de l'Aup
Glacier de l'Aup – lodowiec w grupie górskiej Écrins we francuskich Alpach Delfinackich. Znajduje się na terenie departamentu Hautes-Alpes, w granicach otuliny Parku Narodowego Écrins.
Lodowiec leży w południowo-zachodniej części wspomnianej grupy górskiej, w masywie najdalej na południowy zachód wysuniętego jej trzytysięcznika Vieux Chaillol (3163 m n.p.m.), w regionie Valgaudemar. Rodzi się w niezbyt rozległym cyrku lodowcowym otwartym w kierunku północnym, opartym o fragment drugorzędnego grzbietu górskiego pomiędzy szczytami Pointe des Moutières (3052 m n.p.m.) na wschodzie a Pic de Mal Cros (3116 m n.p.m.) na zachodzie. W centralnej części tego odcinka grzbietu wyróżnia się wyraźna przełęcz Brèche de l’Homme Étroit (3057 m n.p.m.) z charakterystycznym, spiczastym skalnym „chłopkiem” w jej najniższym punkcie, spod której opada na lodowiec stromy żleb. Szerokość karu lodowcowego w osi wschód-zachód wynosi ok. 900 m. 
Lodowiec spływa w kierunku północnym z nieznacznym odchyleniem ku zachodowi. Wody powstające z jego topnienia formują potok Torrent de Navette, który w miejscowości La Chapelle-en-Valgaudemar, na wysokości ok. 1100 m n.p.m., uchodzi jako lewobrzeżny dopływ do potoku Séveraisse.
Lodowiec Aup, podobnie jak inne lodowce alpejskie, znajduje się w fazie regresji. W tej części Alp, wysuniętej ku południowi, jest ona szczególnie szybka. Jeszcze na początku lat 70. XX w. długość lodowca wynosiła ok. 2 km, a jego czoło schodziło do ok. 2500 m n.p.m. Od tego czasu powierzchnia lodowca zmniejszyła się o ponad 40%, a czoło cofnęło się do wysokości ok. 2700 m n.p.m. Lodowiec ten przekształca się z lodowca dolinnego w lodowiec karowy. Ponieważ linia równowagi pomiędzy strefą akumulacji a strefą ablacji w tym rejonie podniosła się do poziomu powyżej 3000 m n.p.m., a więc powyżej górnej granicy pól firnowych zasilających lodowiec, jest wielce prawdopodobne, że zaniknie on całkowicie w najbliższych 20-30 latach.